# Amata punctulata
Amata punctulata là một loài bướm đêm thuộc phân họ Arctiinae, họ Erebidae.